# John Singer Sargent
John Singer Sargent (12. ledna 1856 Florencie – 14. dubna 1925 Londýn) byl jeden z nejúspěšnějších amerických malířů-portrétistů ve své době, později působil spíše jako nadaný krajinář. Sargent se narodil v italské Florencii americkým rodičům. Ze začátku studoval v Itálii a Německu, později v Paříži u Caroluse-Durana.

## Umělecká dráha

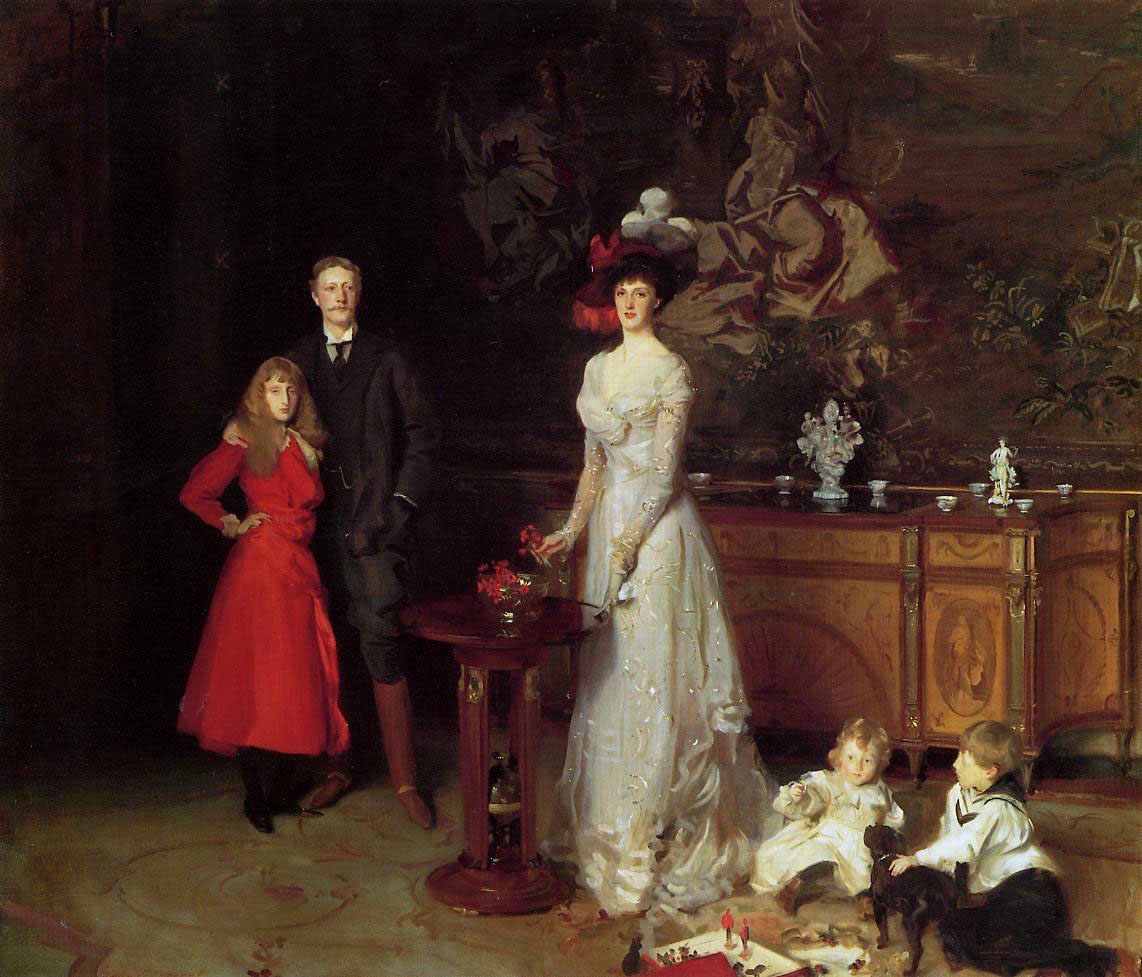
Sargentův portrét rodiny britského politika George Sitwella (1900). Vlevo: básnířka Edith Sitwell.

Zhruba od roku 1880 začal Sargent pravidelně vystavovat své portréty, především žen v salónech (Madame Edouard Pailleron, 1880; Madame Ramón Subercaseaux, 1881; Dáma s růží, 1882). V jeho díle lze rozpoznat především vliv jeho učitele Caroluse-Durana a španělského malíře 17. století Diega Velázqueze.
Většina jeho nespočetných děl jsou portréty. Vytvořil zhruba 900 olejomaleb a více než 2000 akvarelů a velké množství náčrtků. Od roku 1907 se Sargent rozhodl opustit portrétování a zaměřil se spíše na krajinomalby, které pak tvořil až do konce svého života; později začal také vyřezávat.
Jeho portréty jsou jemné, důkladně vypracované a mezi nejznámější díla patří Madame X (1884), Portrét Fredericka Lawa Olmsteda (1895), Portrét Gabriela Faurého (1889) nebo Portrét markýzy Curzon z Kedlestonu (1925).
John Singer Sargent zemřel v roce 1925 v Londýně a je pohřben na Brookwoodském hřbitově poblíž Wokingu v anglickém hrabství Surrey.